# Abadía de Steinfeld
La Abadía de Steinfeld (en alemán: Kloster Steinfeld) es un antiguo monasterio premonstratense, ahora un convento salvatoriano, con una basílica importante, en Steinfeld, Kall, Renania del Norte-Westfalia, Alemania.
Los orígenes del sitio remontan a alrededor de 920. El primer asentamiento monástico en Steinfeld se estableció alrededor del 1070, y los Premonstratenses se establecieron aquí en 1130. Se convirtió en un importante monasterio en el Imperio Alemán, y establecieron una serie de casas en toda Europa, incluyendo la Abadía de Strahov en Praga. Fue elevada a la categoría de una abadía en 1184.
En 1802, la abadía de Steinfeld fue secularizada. La basílica fue usada como iglesia parroquial, mientras que los edificios conventuales fueron utilizadas para una serie de propósitos seculares hasta 1923, cuando los Salvatorianos los adquirieron.
La basílica, antes la iglesia abacial, se construyó entre 1142 y 1150 por la monjes como una de las iglesias abovedadas más antiguas de Alemania.

## Véase también

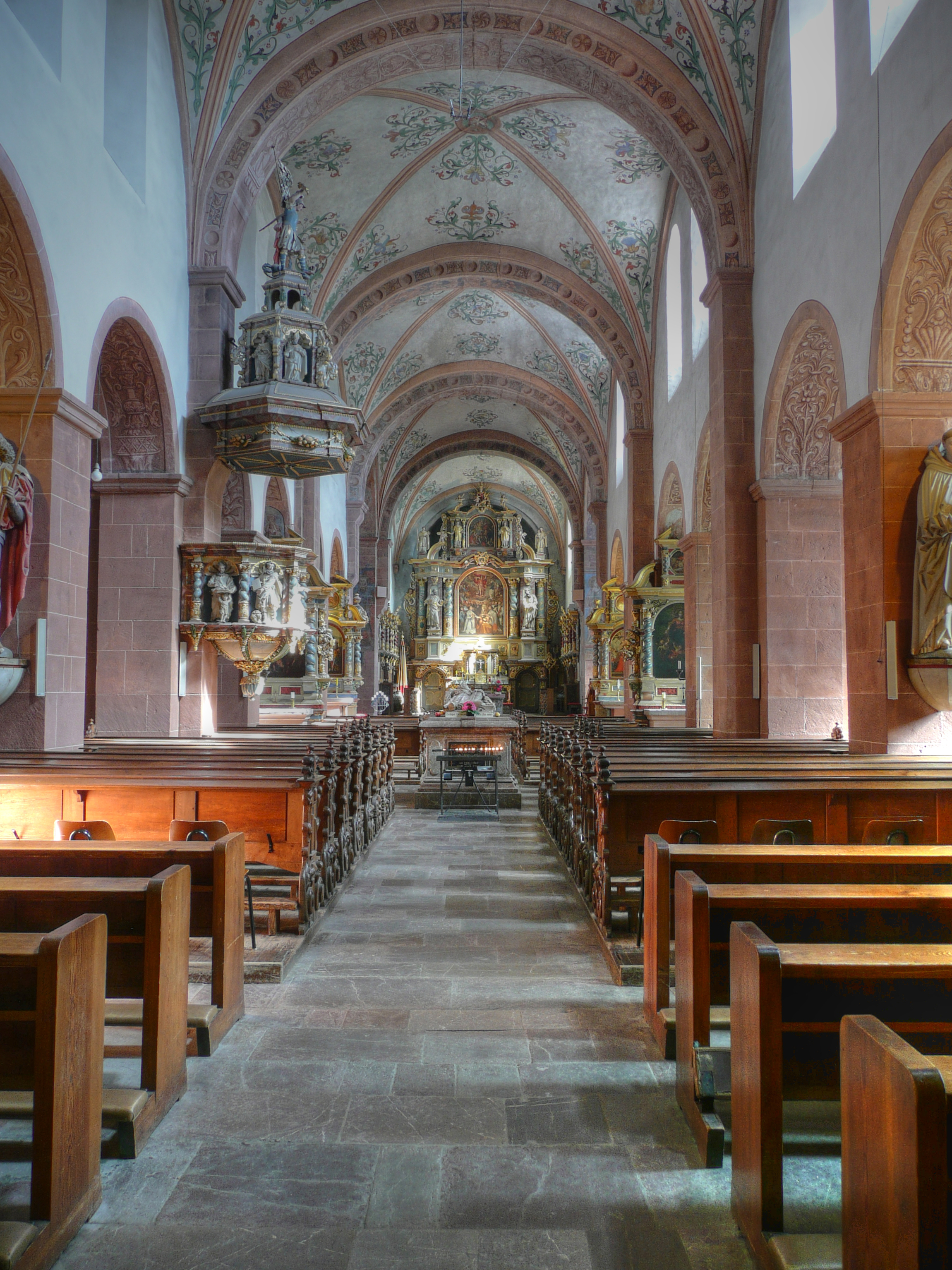
Vista interna